# Chaumont (Nueva York)
Chaumont es una villa ubicada en el condado de Jefferson en el estado estadounidense de Nueva York. En el año 2000 tenía una población de 592 habitantes y una densidad poblacional de 223 personas por km².

## Geografía
Chaumont se encuentra ubicada en las coordenadas 44°4′2″N 76°8′26″O / 44.06722, -76.14056.

## Demografía
Según la Oficina del Censo en 2000 los ingresos medios por hogar en la localidad eran de $37,750, y los ingresos medios por familia eran $49,107. Los hombres tenían unos ingresos medios de $34,375 frente a los $26,000 para las mujeres. La renta per cápita para la localidad era de $16,608. Alrededor del 8.4% de la población estaban por debajo del umbral de pobreza.